# Friedrich Gren

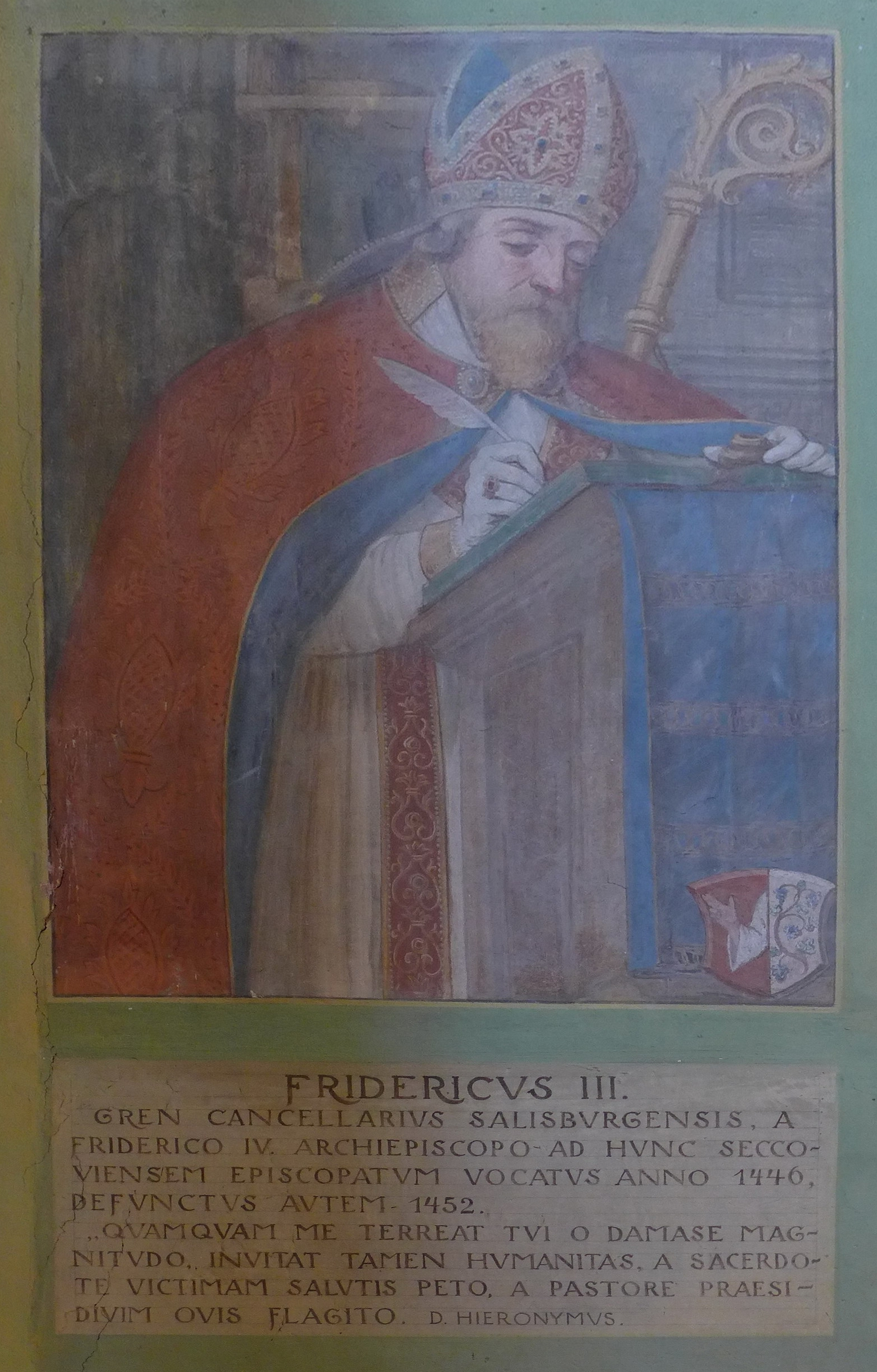
Halbfigurenportrait Bischof Friedrich III. Gren, Basilika Seckau, Bischofskapelle (Darstellung um 1595)

Friedrich Gren (* vor 1399 in der Steiermark; † 17. März 1452) war als Friedrich III. Bischof von Seckau.

## Leben
Friedrich Gren wurde in der Steiermark geboren. Ab 1415 war er Kleriker und Notar in der Erzdiözese Salzburg, 1429 empfing er die Priesterweihe. Ab 1416 studierte er an der Universität Wien und wurde 1419 als Universitätsnotar aufgenommen. Zu seinen Pfründen gehörten die Pfarren Kirchbichl und Pöchlarn, das Kanonikat in St. Bartholomäus in Friesach, die Pfarren Mannswörth, Abstetten und Gmünd in Kärnten, die Propstei Vigilienberg in Friesach, die Pfarrei Laufen an der Salzach und ein Kanonikat am Freisinger Dom.
Im Dezember 1424 weilte Gren in Rom und wurde zum päpstlichen Notar ernannt. Von 1429 bis 1430 studierte er an der Universität Padua kanonisches Recht, ab 1432 war er Sekretär und 1433 Protonotar des Salzburger Erzbischofs Johann von Reisberg. Als dessen Vertreter war er 1446 bei den Frankfurter Verhandlungen anwesend, die zur Anerkennung Papst Eugens IV. führten.
Im Jahr 1446 wurde er zum Bischof von Seckau ernannt. Er starb im Jahr 1452, seine Grabstätte befindet sich in der Basilika Seckau.